# Doping

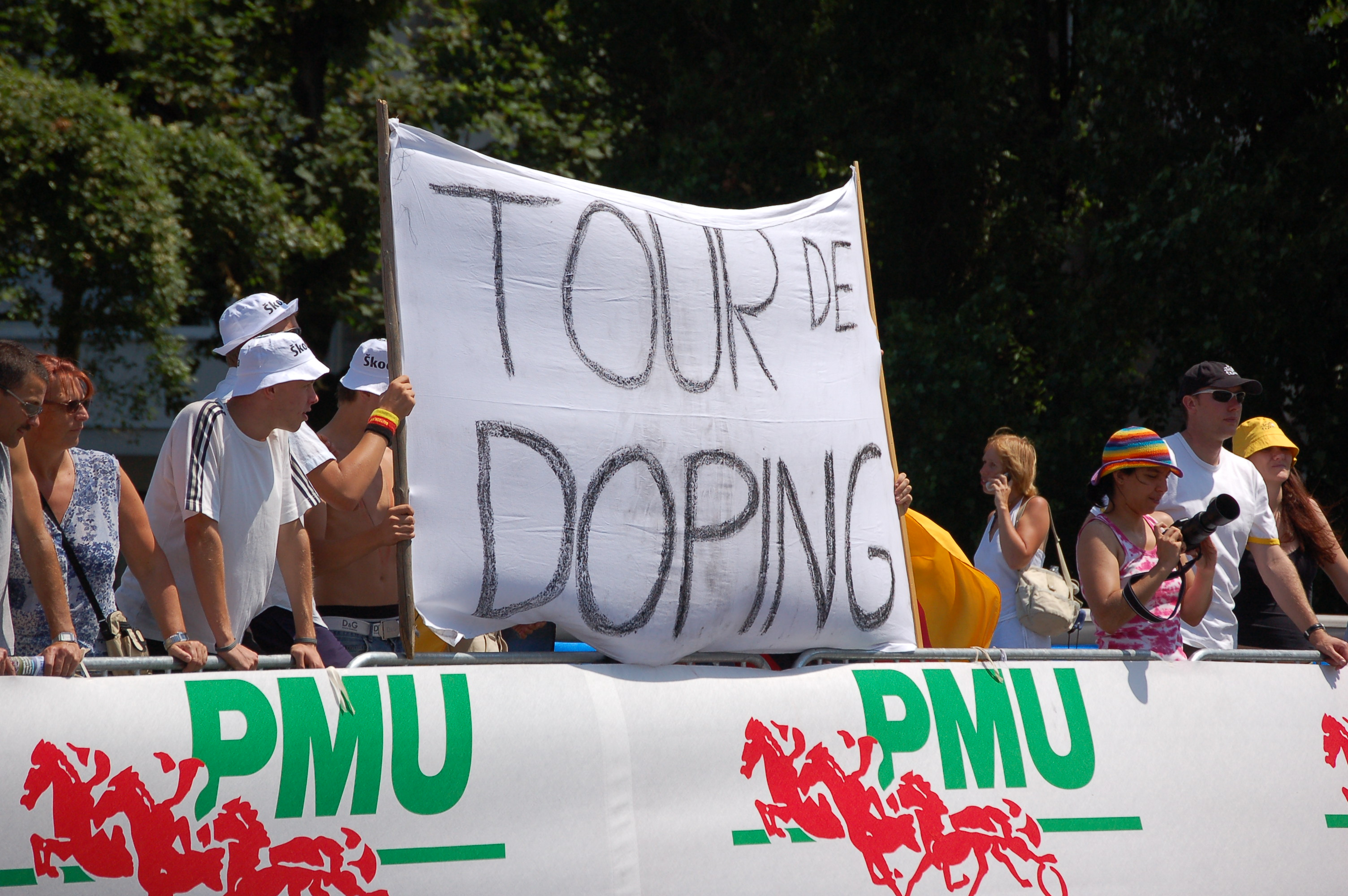
Protest tegen dopinggebruik bij de Ronde van Frankrijk van 2006

Doping of pepstofgebruik is het gebruik van verboden middelen of methoden om sportprestaties te verhogen. Doping is in het Nederlands te vertalen met: stimulerend middel, pepmiddel of pepstof.

## Definitie
Een eenvoudige omschrijving van doping is: "Stoffen en methoden die verboden zijn door de World Anti-Doping Agency (WADA)." Het gaat dus niet alleen maar om stoffen; ook bepaalde methoden zijn verboden. 
Maar eigenlijk is de definitie van doping nog breder. Officieel luidt de definitie van doping: "Een overtreding van een of meer bepalingen uit het dopingreglement." . Concreet zijn er 11 verschillende overtredingen:
- Aanwezigheid van verboden stof(fen) en/of verboden methode(n)
- (Poging tot) gebruik van verboden stof(fen) en/of verboden methode(n)
- Gebrekkige medewerking
- Whereaboutsfouten
- (Poging tot) manipuleren
- Bezit
- (Poging tot) handel
- (Poging tot) toediening
- Medeplichtigheid
- Verboden samenwerking
- Ontmoediging

Sinds 1 januari 2003 stelt WADA jaarlijks de dopinglijst (lijst met verboden stoffen en methoden) op. Vóór 2003 was er nog sprake van verschillende dopinglijsten; vanaf 2003 is er dus één lijst die wereldwijd geldt. Een stof of methode kan op de dopinglijst worden geplaatst indien deze aan minimaal twee van de volgende drie criteria voldoet:
- (mogelijk) prestatiebevorderend of extra stimulerend op een onnatuurlijke manier
- (mogelijk) schadelijk voor de gezondheid
- in strijd met de ‘Spirit of Sport’ (= niet naar de geest van de sport)

De Nederlandse Dopingautoriteit maakt ieder jaar een letterlijke vertaling van de dopinglijst, stelt een uitgebreide lijst op van verboden stoffen én een lijst van veel gebruikte toegestane geneesmiddelen. Alle drie de lijsten zijn op de website van de Dopingautoriteit te vinden. De lijsten worden ieder jaar aan topsporters, sportartsen, sportbonden en anderen bekendgemaakt.

## Dopingmiddelen
Twee termen die veelvuldig worden gebruikt in verband met doping zijn androgeen en anabool. Androgenen zijn stoffen die de mannelijke eigenschappen, waaronder de seksuele kenmerken, in stand houden. Indien men van buitenaf stoffen met een androgene werking toedient, dan registreert het lichaam dat er een overvloed van deze stoffen aanwezig is en het zal de productie van lichaamseigen androgenen verlagen. Bij gebruik van hoge doses leidt dit binnen een aantal weken tot verschrompeling van de teelballen, onvruchtbaarheid en andere bijwerkingen. Met de term anabool worden de spiermassa vergrotende en herstelbevorderende werking, en aldus beoogde prestatiebevorderende werking, van deze middelen aangeduid.
Dopingmiddelen zijn veelal geneesmiddelen of geneesmiddelen die nog in onderzoek zijn. Ongeoorloofd gebruik kan ernstige bijwerkingen geven.

### Anabole steroïden
Anabole steroïden zijn de meest gebruikte middelen ter bevordering van de sportieve prestaties. De belangrijkste anabole steroïden zijn de synthetisch (kunstmatig) gemaakte stoffen nandrolon, metandïenon, clenbuterol en stanozolol, maar ook het lichaamseigen testosteron. De synthetische anabolica lijken chemisch meestal sterk op testosteron. Door kleine chemische aanpassingen van het testosteronmolecuul creëert men stoffen met een grotere anabole (prestatieverbeterende) werking, en tegelijkertijd probeert men de (nadelige) androgene effecten te minimaliseren. Afhankelijk van het specifieke middel en de toedieningweg zijn anabole steroïden enige uren tot maanden in het lichaam aanwezig en aantoonbaar bij een dopingcontrole. 
In toenemende mate populair zijn testosteronpleisters. Deze dienen het lichaam in een continue stroom een laag gedoseerde hoeveelheid testosteron toe. Testosteron uit pleisters is bij een dopingcontrole moeilijker aantoonbaar dan testosteron uit injecties of capsules. 
Een middel dat volledig voor dopingdoeleinden werd ontwikkeld is tetrahydrogestrinon (THG). THG wordt verkregen door chemische aanpassing van gestrinon (geneesmiddel bij endometriose). THG staat is een sterk werkzaam anabool. Op basis van onderzoek door Amerikaanse overheidsorganen vermoedt men dat topsporters jarenlang THG hebben gebruikt, zonder dat dit bij dopingcontroles werd ontdekt. Inmiddels zijn technieken beschikbaar waarmee men THG wel kan aantonen.
Het gebruik van anabole steroïden gaat gepaard met bijwerkingen: vermannelijking bij vrouwen (overmatige lichaamsbeharing, kaalheid, lage stem, vergroting van de clitoris) en borstvorming bij mannen. Acne, variërend van mild tot zeer uitgebreid, komt regelmatig voor. Doordat veel van deze middelen op de zwarte markt worden verhandeld, kunnen deze middelen verontreinigingen bevatten met aanvullende gezondheidsrisico’s. "Bedrijven" die dit soort middelen illegaal produceren zonder licentie worden "underground labs" genoemd.

### Selectieve androgeenreceptormodulatoren (SARMs)
Sinds 2004 staan SARMs sterk in de belangstelling als mogelijke middelen voor de behandeling van osteoporose en ter behandeling van spiermassa tekorten. Ze werken voornamelijk anabool, en in veel geringere mate androgeen. Deze middelen grijpen aan op de androgeenreceptor, evenals de anabole steroïden. Ze binden zich sterker aan deze receptor dan de anabole steroïden, de voor anabole steroïden kenmerkende steroïdenstructuur hebben ze niet. 
Deze middelen zijn anno 2008 nog niet op mensen getest, waardoor niet valt in te schatten wat de bijwerkingen bij mensen zullen zijn. Standaard dopingtests kunnen SARMs niet opsporen. In 2006 is een methode beschreven waarmee SARMs door middel van massaspectrometrie kunnen worden aangetoond.
Merknamen voor deze middelen zijn er nog niet. In de medische literatuur zijn ze bekend onder codenamen als LGD2226, BMS564929, S4 en S6.

### Bèta-2-agonisten
Deze middelen zijn vooral bekend vanwege hun luchtwegverwijdende effecten. Ze worden veelvuldig gebruikt bij de behandeling van astma. Bèta-2-agonisten bezitten ook stimulerende eigenschappen en worden daarom veelvuldig door sporters misbruikt. Afhankelijk van dosis en toedieningroute kunnen deze stoffen nog enige dagen tot weken na gebruik bij een dopingcontrole worden aangetoond. Bijwerkingen zijn: versnelde hartslag, hartritmestoornisen en angina pectoris-aanvallen. Tevens kunnen zij een verhoogd glucosegehalte in het bloed en tremor veroorzaken. Sommige leden van de groep worden gebruikt om hun bijwerking, een spieropbouwend effect. Het bekendste voorbeeld is clenbuterol. Onder medisch toezicht zijn enkele leden van de groep soms weer toegestaan, zoals salbutamol: echter alleen bij inhalatie, waarbij slechts een verwaarloosbare systemische opname optreedt.

### Bètablokkers
Bij de meeste concentratiesporten zoals (boog)schieten zijn deze bètablokkers verboden. Ze verminderen het trillen door verlaging van de hartslag.

### Bloeddoping
Bij bloeddoping worden simpelweg rode bloedcellen ingespoten. Die kunnen afkomstig zijn van de atleet zelf of iemand anders met een passende bloedgroep.

### Diuretica en maskerende stoffen
Diuretica verhogen de urineproductie. Het directe effect is gewichtsverlies door sterk waterverlies. Dit kan voordeel opleveren in snelheidssporten en sporten waarbij per gewichtscategorie deelgenomen wordt. Ook wordt er gebruik van gemaakt als men na een periode van niet actief trainen te veel gewichtstoename heeft gehad in diverse sporten. Een tweede effect is dat door de verhoogde urineproduktie verboden stoffen en hun omzettingsprodukten versneld worden uitgescheiden. Dit effect frustreert het opsporen van de verboden middelen. Enkele voorbeelden zijn desmopressine, furosemide, probenicid en stoffen die het bloedplasmavolume verhogen zoals albumine en mannitol.
Douwe de Boer, wereldwijde anti-doping autoriteit, zei in 2024 dat door verbeterde opsporingstechnieken, diuretica niet meer in staat zijn om andere doping te verhullen. Om zelf als prestatiebevorderend middel te werken, is een behoorlijke dosis nodig. In geringe hoeveelheden zijn diuretica niet prestatiebevorderend. Het Wereldantidopingagentschap (WADA) heeft de norm voor acetazolamide, bumetanide, furosemide, hydrochlorothiazide, torasemide en triamterene gelegd op 20 nanogram per milliliter. Wordt een lagere concentratie aangetroffen, dan valt de dopingtest negatief uit. Bij hogere waarden moet wel een melding worden gemaakt. De regel is opgesteld omdat medicijnen regelmatig vervuild raken, doordat op eenzelfde machine vaak meerdere medicijnen worden gemaakt. Hierdoor kunnen sporen van het vorige product achterblijven in het volgende medicijn.

### Erytropoëtine (epo) en aanverwanten
Epo is een hormoon dat voornamelijk in de nieren wordt aangemaakt. Het bevordert de vorming van rode bloedcellen en daardoor de zuurstofopname. Sinds 1987 is een kunstmatig verkregen variant van epo beschikbaar. In de geneeskunde wordt epo gegeven ter behandeling van bepaalde vormen van bloedarmoede. Epo bestaat niet alleen uit eiwitten, maar bevat ook koolhydraatketens. Op basis van verschillen in deze ketens kan kunstmatig (recombinant) epo van lichaamseigen epo worden onderscheiden. Sinds 2001 kan epo-doping worden opgespoord. Na een enkelvoudige toediening van epo per injectie, is het middel na 3 dagen nog in de urine te detecteren. De antilichamen die bij deze test worden gebruikt vertonen echter kruisreacties met andere eiwitten, die zich met name na langdurige intensieve sportbeoefening in de urine kunnen bevinden. Dit kan fout-positieve uitslagen opleveren. epo en aanverwante stoffen zijn vooral bekend vanwege hun misbruik in de wielrennerij.
Sinds 2001 is darbepoëtine alfa (Aranesp of ook wel 'Nesp'), een met epo vergelijkbaar middel, op de markt. Darbepoëtine lijkt op epo en helpt bij de productie van rode bloedcellen. Er wordt gewerkt aan tests, onder andere door de fabrikant zelf, die de middelen van elkaar kunnen onderscheiden. Na een enkelvoudige toediening van darbepoëtine per injectie is het middel na 7 dagen nog in de urine te detecteren. In 2002 kwam daarnaast epoëtine delta (Dynopa) op de markt. Het epo-analogon continuous erythropoiesis receptor activator (CERA, merknaam Mircera) is in 2007 op de markt gekomen.
Het ongeoorloofd gebruik van CERA in de sport kan worden opgespoord. Of WADA het kan opsporen is niet zeker, de ASO (organisator van de Tour de France) beweert dat de door haar gebruikte laboratoria dat wel kunnen. Tijdens de Tour van 2008 is Riccardo Riccò positief getest op een derde generatie epo (Mircera). Fabrikant Roche heeft aangegeven opsporingsautoriteiten van aanvullende informatie en/of middelen te voorzien om opsporing mogelijk te maken. De huidige tests zijn wellicht nog niet waterdicht: Volgens Riccò is hij tienmaal gecontroleerd en slechts tweemaal positief bevonden. Naar zijn zeggen hadden al deze tests positief moeten zijn.
In 2008 vertoonde de BBC een documentaire waarin het aangaf dat de WADA minder streng op epo controleert. Dit heeft te maken met een aantal dure rechtszaken, waarbij de sporter en zijn verdediging twijfelden aan de juistheid van de uitslag van de test ter opsporing van de epo. Gebruikelijk is een test waarbij een streepjespatroon van zogenaamde eiwitbandjes op een plaat ontstaat. Het patroon van de sporter wordt vergeleken met het standaardpatroon (zonder gebruik van epo). Aanvankelijk hanteerde WADA strenge normen hiervoor: als de ligging van de bandjes maar weinig afweek werd de test als positief bestempeld. In de rechtszaken probeerde de verdachte sporter aan te tonen dat zonder epogebruik, de bandjes toch weleens wat verder van de standaard waarden af zouden kunnen liggen. WADA kampt met financiële en organisatorische problemen, en heeft besloten haar criteria voor het opsporen van doping met epo te versoepelen. Dat wil zeggen dat de eiwitpatronen zo sterk van elkaar moeten verschillen dat in een rechtszaak WADA ervan uitgaat te kunnen winnen. Eiwitpatronen die maar een beetje afwijken worden niet meer als 'positief' bestempeld, maar als 'verdacht' aangemerkt. Men vermoedt dat in verschillende laboratoria duizenden "verdachte" uitslagen liggen die duiden op het gebruik van doping met epo, maar geen juridische gevolgen hebben omdat ze niet formeel als positief gelden. Een voorbeeld: de tests van een vijftal skiërs liet duidelijk zien dat er sprake was van epogebruik, maar werd door WADA slechts als verdacht aangemerkt.
Het niet-medisch gebruik van epo en aanverwante middelen brengt risico's met zich mee. Door het grotere aantal rode bloedcellen wordt het bloed "stroperiger". Het risico op trombose, een beroerte of een hartaanval wordt groter.

### Gendoping
In 1997 en 1998 verschenen wetenschappelijke publicaties waaruit bleek dat knaagdieren die genetisch gemodificeerd waren, beter presterende spieren hadden. Als een stukje genetisch materiaal gecreëerd kan worden dat het beoogde prestatiebevorderende effect geeft, en er is een methode om dat materiaal in het lichaam te krijgen, de zogenaamde vector, kan op die manier gendoping worden toegepast.
Of de prestatiebevorderende effecten, zoals gevonden in dierproeven, ook bij de mens zullen optreden is nog niet bekend. Ook is er het risico dat de vector, zoals bijvoorbeeld het adenovirus, ziekte kan veroorzaken. Tot en met medio 2008 had het gebruik van een adenovirus één dode tot gevolg. Het gemanipuleerde genetisch materiaal kan ook schade opleveren en IGF-1 kan het risico op het ontstaan van kanker vergroten. Het aantal laboratoria dat in staat is dergelijke producten te maken is beperkt. Dit kan tot gevolg hebben dat malafide laboratoria nepvarianten op de markt gaan brengen.

### Groeihormoon
Groeihormoon kan sinds de jaren 80 van de 20e eeuw met behulp van genetische technieken worden geproduceerd. Het wordt als geneesmiddel gebruikt ter behandeling van sommige groeiproblemen. Vanwege zijn anabole eigenschappen wordt het misbruikt in de wedstrijdsport. 
Bijwerkingen: HGH verhoogt de bloedsuikerspiegel en kan diabetes mellitus veroorzaken. Het wordt daarom vaak in combinatie met insuline gebruikt. Overige bijwerkingen zijn vasthouden van vocht (risico op hoge bloeddruk), pijnlijke botten, spierpijn en het carpaletunnelsyndroom. 
Kunstmatig gemaakt HGH is qua eiwitstructuur identiek aan natuurlijk HGH; het opsporen van HGH-doping is daardoor bijzonder lastig. HGH verdwijnt snel uit het lichaam, wat opsporing extra bemoeilijkt. De enig toegestane opsporingsmethode is die van Strasburger. De onfeilbaarheid van deze methode staat nog ter discussie. Tot aan het begin 2007 was nog geen geval van een positieve HGH-dopingtest bekend. Het risico voor een sporter om positief op HGH te worden getest, schijnt momenteel minimaal te zijn.

### Hormonen
De bekendste hormonen die als dopingmiddel worden gebruikt zijn: humaan groeihormoon (HGH), "insulin-like growth factor 1" (IGF-1), erytropoëtine (epo), insuline en bepaalde groeifactoren. Insuline en HGH zijn tot op heden niet te detecteren door middel van een dopingtest. Sporters zijn dus in staat om deze middelen te gebruiken zonder enig risico tot schorsing.

### “Insulin-like growth factor 1” (IGF-1)
IGF-1 is een groeibevorderend hormoon dat, indien ingespoten in de spieren, binnen enkele uren door het lichaam is afgebroken. Uit dierproeven blijkt dat IGF-1 het herstel van beschadigde spieren bevordert. IGF-1 is in toenemende mate op de zwarte markt verkrijgbaar. Het valt te betwijfelen of die producten wel IGF-1 bevatten: er is wereldwijd slechts een klein aantal laboratoria dat -voor experimentele doeleinden- IGF-1 maakt. Men vermoedt dat IGF-1 slechts op kleine schaal voor doping wordt gebruikt. IGF-1 kan in bloed worden aangetoond. Een test die door het WADA wordt geaccepteerd is er nog niet.

### Stimulerende middelen
Stimulerende middelen werken direct op het centraal zenuwstelsel. Ze bevorderen de bloeddoorstroming en laten het hart sneller kloppen. Ook de Bèta-2-agonisten behoren tot deze categorie. Maar bekend zijn ze geworden door het prototype, het amfetamine. Ook efedrine en cocaïne vallen met tientallen andere stoffen in deze dopingcategorie. Het bekendste slachtoffer is de wielrenner Tom Simpson in 1967 op de Mont Ventoux op wie amfetamine werd aangetroffen.

### Opioïden
Morfine, fentanyl en dergelijke analgetica onderdrukken pijn en werken versuffend. Deze middelen zijn verboden, iemand met pijn zou dit kunnen verdoven bij bijvoorbeeld wielrennen. Het wat zwakkere tramadol is sinds 2019 door de UCI verboden, niet bij de WADA, waardoor het alleen in de wielersport verboden is.

### S107
S107 is een eenvoudig molecuul dat in onderzoek is voor de behandeling van hartfalen. Het beïnvloedt de ryanodine receptoren, door meer calstabin1 aan het ryanodinereceptorcomplex gebonden te houden. Gevolg is dat de prestaties en het uithoudingsvermogen van muizen met 20-30% toeneemt. S107 is dus een potentieel dopingmiddel. Over de effecten bij de mens is nog niets bekend.

## Dopinggebruik

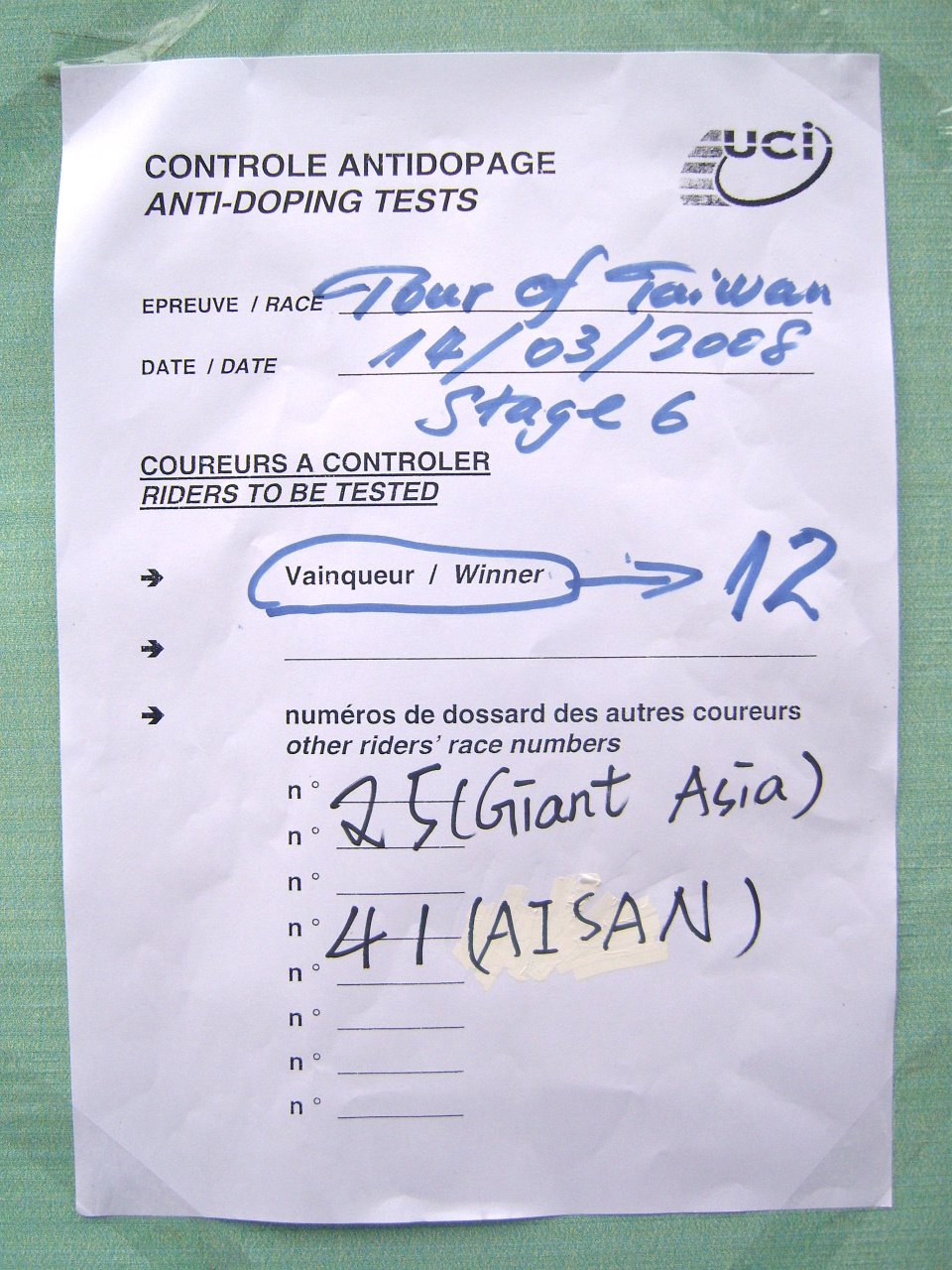
Een ingevuld dopingcontroleformulier bij de Ronde van Taiwan, met daarop de te controleren wielrenners

Bij de Ronde van Frankrijk zijn in 1966 dopingcontroles ingevoerd. Het bekendste dopinggeval is dat van 1998 waarin het complete wielerteam van Festina uit de ronde werd gezet, nadat teamverzorger Willy Voet met een auto vol epo werd aangehouden. Een aantal Festina-renners (niet Richard Virenque) heeft bekend epo te hebben gebruikt. Een jaar later werd Marco Pantani in de leiderstrui twee dagen voor het einde uit de Ronde van Italië gehaald, omdat zijn hematocrietwaarde bij de inmiddels ingevoerde gezondheidstest boven de 50% lag. Lance Armstrong heeft lange tijd, tot 2013, zijn epo-gebruik consequent ontkend. Twee van zijn ploeggenoten uit 1999 hadden eerder al het gebruik ervan in die Tour bekend.
Ook in 2006 was er weer een omvangrijke dopingaffaire: Operación Puerto, ook wel de zaak-Fuentes genoemd, naar het brein achter deze affaire, dokter Eufemiano Fuentes. Fuentes werd in mei 2006 gearresteerd, samen met Manolo Saiz, die destijds ploegleider van de Liberty Seguros ploeg was, bij het verlaten van het huis van Saiz. In het huis van Fuentes werden tientallen bloedzakken gevonden, voorzien van codenamen. Na de arrestatie volgden een heleboel geruchten over mogelijke zondaars. Het zou hierbij gaan om meer dan 200 sporters, waaronder voetballers, atleten, tennissers en wielrenners. Aan de vooravond van de Ronde van Frankrijk 2006 werden de namen vrijgegeven van 57 wielrenners die verdacht zijn in deze zaak. Onder hen ook Tourfavorieten Ivan Basso en Jan Ullrich. Alle renners van de lijst die zouden deelnemen aan de Tour werden door hun eigen ploegen geschorst.
Doping blijft niet beperkt tot wielrennen: Chinese hardlopers, roeiers en zwemmers zijn betrapt op epo-gebruik. Een Russische top-langlaufster en twee skiesters werden tijdens de Winterspelen van 2002 betrapt op het gebruik van darbepoëtine alfa. Zes Finse top-skiërs en twee Duitse top-hardlopers zijn betrapt met hydroxyethylzetmeel, een bloedverdunner die gebruikt wordt om de aanwezigheid van epo te maskeren. Verschillende Russische en Amerikaanse hardlopers staan onder verdenking. epo-gebruik komt ook voor in het American football.
Zoals eerder is aangegeven zouden de controles van WADA om epo op te sporen minder streng zijn geworden. Experts vermoeden dat op de Olympische Spelen 2008 voor zover het de duursporten (voetbal, tennis, wielrennen e.d.) betreft, de meeste medaillewinnaars een vorm van epo hebben gebruikt.

## Dopingdokters
Gebruik van doping en beschuldigingen daaromtrent zijn sterk beeldbepalend in diverse takken van sport, met name het wielrennen en de atletiek.
Door de zogenaamde omerta in het peloton is bij het wielrennen waarschijnlijk enkel het spreekwoordelijke topje van de ijsberg bekend van het dopinggebruik. In publicaties en bekentenissen van betrapte wielrenners duiken bepaalde namen evenwel vaak op. Vooreerst is er de Franse arts Bernard Sainz, ook bekend onder de naam Dr. Mabuse. Hij behandelde onder meer Frank Vandenbroucke, Bernard Hinault, Francesco Moser en Philippe Gaumont. Sainz is, hoewel berucht in de wielerwereld, nooit veroordeeld geweest of zelfs maar effectief in verband gebracht met dopinggebruik. In een reportage van het Belgische Belga Sport zei ex-profrenner Nico Mattan, een ex-patiënt van Sainz, dat hij werkt met 'suggestieve middelen'. Met 'druppels' waarvan de renner in kwestie denkt dat ze doping bevatten maar waar - volgens Mattan - "niks in zit". Mattan besluit met de profetische woorden: "In het moderne wielrennen kan Bernard met zijn methodes niet meer mee. Dat zegt genoeg eigenlijk." Er zijn momenteel geen (top)wielrenners bekend die zich laten begeleiden door Dr. Mabuse.
In Italië is een drietal artsen zeer dicht betrokken geweest bij vermeend of bewezen dopinggebruik door wielrenners en atleten. Het gaat om Francesco Conconi, Michele Ferrari en Luigi Cecchini. Er zou ook een link bestaan tussen deze laatste en de Spaanse dopingdokters Eufemiano Fuentes en José Luis Merino Batres. Verder maakte wielrenner Filippo Simeoni ook gewag van een dokter genaamd Carlo Santuccione en verwees Philippe Gaumont bij z'n bekentenissen naar een zekere dokter De Ritis. Ploegarts van het voormalige Mapei en de huidige Quick•Step-ploeg, Yvan Van Mol, is een uitgesproken dopingbestrijder, al is hij in interviews steevast suggestief over het dopinggebruik binnen zijn ploeg.
Ten slotte waren ook de Duitse artsen Lothar Heinrich en Andreas Schmid van de Universiteit van Freiburg actief in het dopingsysteem van het Telekom van de jaren 1990. Een andere Duitse arts en verantwoordelijke voor de apotheek van de Duitse Olympische ploegen, Georg Huber, bekende in mei 2007 dan weer in de jaren 1980 testosteron te hebben verschaft aan jonge wielrenners.
Soigneurs die zich inlieten met doping zijn onder meer de Belgen Freddy Sergant (bij TVM), Willy Voet (bij Festina) en Jef D'Hondt (bij Telekom en als verzorger van Michel Pollentier).

## Ethiek
Vaak worden alleen de sporters belast met de schuld van het gebruik van doping. Maar zij kunnen ook gezien worden als slachtoffer van hun omgeving. Sommige sporters blijven, na een bekentenis vals te hebben gespeeld, nog steeds trots op hun prestatie, aangezien "iedereen het deed". Sponsors en andere belanghebbenden verwachten van de sporters dat ze alles uit hun carrière halen. Veel betrokkenen verdienen hun kost met de betreffende sport en hebben dus ook een eigen carrièrebelang. 
Als eigen gedrag niet aansluit bij algemene waarden en normen vindt 'ontkoppeling' en 'rationalisering' plaats. Ter  ontkoppeling treden volgens de moraalwetenschap verschillende redeneringen of mentale mechanismen in werking. Zo wordt dopinggebruik vaak gelegitimeerd door te wijzen op 
- de sociale druk in de trainingsomgeving (verschuiven van de verantwoordelijkheid),
- het grote aantal sporters dat gebruikt (spreiding van verantwoordelijkheid),
- andere activiteiten die schadelijker zijn (verzachtende vergelijkingen),
- het ontkennen van de schade (bagatelliseren van de gevolgen),
- de opgedane kennis waarmee anderen geholpen kunnen worden (morele rechtvaardiging) en
- door te spreken over prepareren, verzorgen of medische begeleiding (eufemistisch labelen).

## Etymologie
Het woord doping is afgeleid van een 17e-eeuws Nederlands woord voor dikke saus, doop. Met dat woord werd door Nederlandse kolonisten in Nieuw-Amsterdam een opwekkende saus aangeduid die ze van plaatselijke indianen hadden gekregen. Engelse kolonisten namen het woord over, en via de betekenis 'dikke substantie' werd het in het Amerikaans-Engels vanaf het einde van de 19e eeuw ook gebruikt als aanduiding voor semivloeibare opium. Sindsdien verwijzen dope en doping naar verboden stimulerende of verdovende middelen.